# Lerato Shadi
Lerato Shadi est une artiste féministe sud-africaine née en 1979 à Mahikeng, en Afrique du sud. Elle vit et travaille à Berlin. Elle réalise des vidéos, des performances et des installations où elle questionne l'histoire occidentale. Son art signale également les mécanisme d'exclusion et les démarches politiques d'effacement culturel.

## Biographie
Avant de s'orienter dans des études artistiques, elle étudie la gestion hôtelière. En 2006, elle obtient un Bachelor of Fine Arts de l'université de Johannesbourg où elle étudie les arts visuels, et douze ans plus tard, en 2018, elle est diplômée de la Kunsthochschule Berlin-Weissensee en acquérant un Master of Fine Arts.
En 2007, la Stevenson Gallery, localisée au Cap, organise sa première exposition personnelle.
Lerato Shadi est lauréate de la bourse Mart Stam Studio Grant de Berlin en 2014. La même année, elle réalise l'œuvre Sugar and Salt, où elle met en scène sa mère à ses côtés pour questionner la complexité des liens intergénérationnels.
Ses expériences personnelles physiques inspirent sa démarche féministe post-coloniale. Ayant grandi dans l'Afrique du Sud au moment de l'apartheid, sa condition de femme noire cisgenre est un marqueur fort dans sa démarche artistique. Cela la conduit à travailler autour du corps marginalisé, en lui donnant une place centrale pour plus d'inclusivité, et ainsi avancer un autre récit historique. Pour elle, le processus artistique est thérapeutique. Ses œuvres sont nommées en tswana, langue bantoue.

## Expositions
- Aboleleng and Hema, Stevenson Gallery, Le Cap, 2007
- Makhubu, Institute of International Visual Arts, Londres, 2014
- Maru a Pula Is a Song of Happiness, KINDL, Zentrum für Zeitgenössische Kunst, Berlin, 2020
- Ce qui s'oublie et ce qui reste, Musée de l'histoire de l'immigration, Paris, 19 mai - 29 août 2021

## Prix et distinctions
- Lauréate de la bourse Mart Stam Studio Grant de Berlin, 2014[1]
- Lauréate du Villa Romana Prize, 2018[8]